# República del Alto Perú
República del Alto Perú es el nombre que recibió tras proclamar como independiente en septiembre de 1828 el departamento de La Paz de Bolivia, y que reclamaba la completa jurisdicción del Estado boliviano e integrarlo posteriormente a la República peruana. Surgió en consecuencia de la intervención peruana en Bolivia de 1828.

## Antecedentes

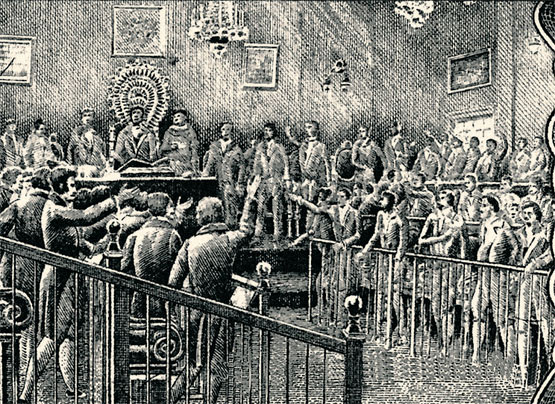
Asamblea General de Diputados de las Provincias de Charcas (Bolivia) (1825)

La Provincia de Charcas había formado parte del Virreinato del Perú, y luego perteneció al Virreinato del Río de la Plata, cuando este se creó en 1776.
Durante las guerras de emancipaciones sería el Virrey José Fernando de Abascal quien para que los revolucionarios del Río de la Plata no ingresaran a (Chuquisaca), decidió que la Real Audiencia de Charcas, se integrase temporalmente al Virreinato del Perú hasta que la autoridad Real de España fuera restablecida en el Virreinato del Río de la Plata.
En el año 1825, tras el rechazo del caudillo Pedro Antonio Olañeta de unir sus fuerzas absolutistas a la causa independentista, se produjo el avance del ejército patriota bajo órdenes de Antonio José de Sucre, cuyas tropas fueron liberando todo el territorio de Las Provincias de La Real Audiencia de Charcas del dominio español en la batalla de Tumusla al mando del ex realista Carlos Medinaceli Lizarazu.
Sucre, azuzado por Casimiro Olañeta (sobrino de Pedro Antonio de Olañeta) y allegados, convencieron al Mariscal en crear una nación independiente. El 9 de febrero de 1825 Sucre convocó a los representantes de las cuatro provincias de "La Gobernación de Charcas" o de "La Real Audiencia de Charcas" (La Paz, Charcas , Potosí y Cochabamba), a la denominada Asamblea General de Diputados de las Provincias del Alto Perú que se realizó el 10 de julio de 1825. Donde la asamblea constituyente dio lugar a la formación de la República de Bolívar asumiendo la soberanía sobre todo el territorio De La Real Audiencia de Charcas.

### Conflictos internos en Bolivia

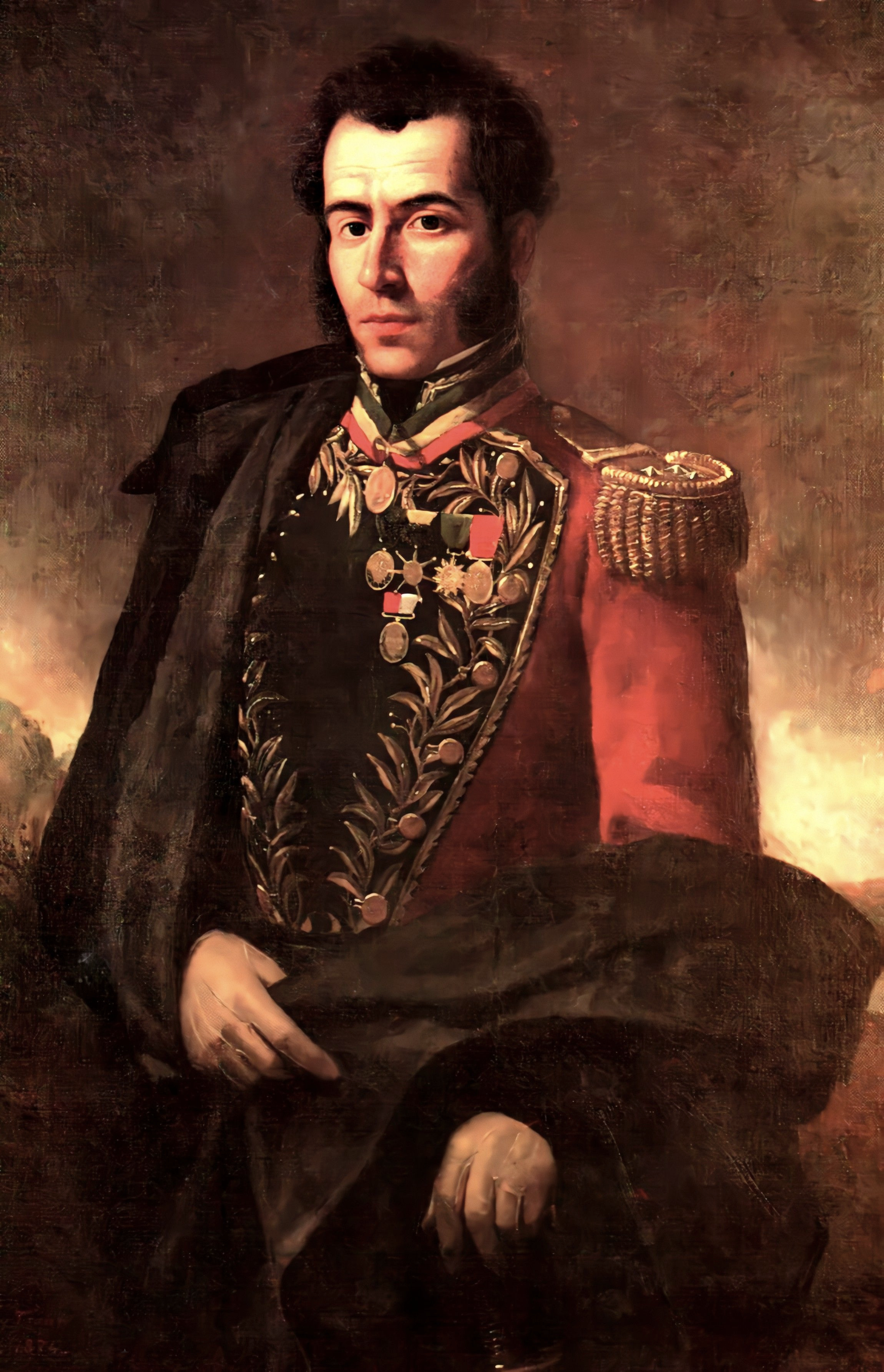
Antonio José de Sucre, Delegado de Protector de Bolivia

En 1828, la logia que lograron persuadir al mariscal Antonio José de Sucre, se encargarían en deshacerse de él, acarreando gente para sublevaciones y amotinamientos, el grupo de la logia de Chuquisaca (Charcas) organizaron un acto, enviando una mujer (prometida de un antiguo consejero de Sucre) a los aposentos de Sucre, en el cual, de pronto aparece prometido, los encuentra y le dispara a José de Sucre, herido huye escapando por el techo de su casa, esto seguido del motín organizado por la élite chuquisaqueña, logra huir estableciéndose en una hacienda, estando convaleciente cura sus heridas, con su vicepresidente ausente, sale de Bolivia disfrazado de campesino, en el ínterin, asume el poder el 18 de abril el general José María Pérez de Urdininea, el 1 de agosto Sucre envía su renuncia a los servicios de Bolivia. El palacio se llenó de partidarios, entre ellos Olañeta, quien juró a Sucre sofocar la revuelta. En cuanto salió se unió a los amotinados, presidiendo su junta y pidiendo a Agustín Gamarra intervenir. Más tarde, Infante le escribió a Bolívar tres veces pidiéndole que atacara al Perú desde el norte, según una carta del 2 de junio de 1828.

### Intervención peruana

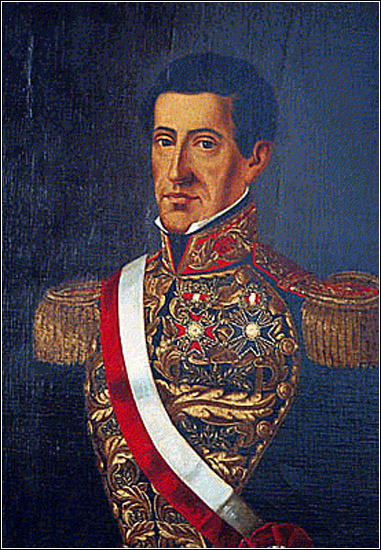
Agustín Gamarra, General del Ejército Peruano.

Al existir conflictos diplomáticos entre el Perú y la Gran Colombia, el gobierno peruano no deseaba tener un enemigo en su retaguardia, siendo que Bolivia bajo el gobierno de Sucre funcionaba como un estado satélite de la Gran Colombia. 

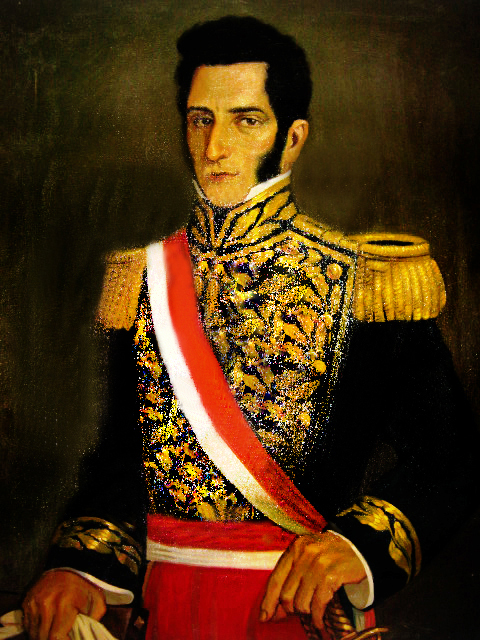
José de La Mar, Presidente del Perú

Es así que el general Gamarra decide realizar una intervención militar, cruzando el río Desaguadero el 1 de mayo de 1828 con un ejército de 4.000 a 5.000 peruanos.  
El general peruano publicó una proclama donde criticaba la política de Sucre e indicaba que Charcas (Bolivia) y Perú debían unificarse. En esos momentos los insurrectos de Chuquisaca habían proclamado como presidente al doctor José Antonio Abencey, Gamarra lo reconoció y afirmó invadir con su autorización dada en una carta del 20 de abril. También envió oficios a Sucre ofreciéndole conservar el orden, invitándole a la reconciliación nacional y prometiéndole que sus tropas jamás atentarían contra la vida del vencedor de Ayacucho. El 10 de mayo Sucre le agradeció por su cortesía pero rechazó su auxilio al no confiar en sus intenciones (se sabía que Gamarra había promovido indirectamente el motín).

«Se trata de una revolución intestina y para sofocarla tengo fuerzas suficientes, pero prefiero entregar el cuello a la cuchilla de mis asesinos, antes que convenir que quede sancionado en América el principio de intervención».

El gobierno de La Mar no hizo nada por detener a su general porque:

...la tónica de la política peruana era de un acentuado anticolombianismo. Creíase entonces en el Perú que, después de la emancipación de España había venido la emancipación de Colombia: y deseábase extender esta última hasta Bolivia, donde seguía una división colombiana, no obstante los afanes de Sucre por lograr su salida, El Perú tenía en el Norte una guerra inminente con Bolívar y con Colombia y recelaba un ataque combinado desde allí y desde Bolivia, si al frente de esta República seguía Sucre.

### Deserción de tropas bolivianas

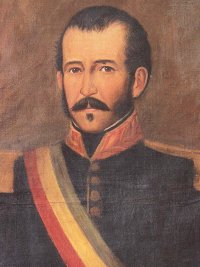
Pedro Blanco Soto, General Boliviano

Las tropas de Bolivia empezaron a desertar ante las promesas de Gamarra. Los 300 granaderos del batallón Pichincha acampados en Viacha, cerca de La Paz, se unieron al general peruano en cuanto este llegó el 7 de mayo. Al día siguiente entraba triunfante en la ciudad. Pérez de Urdininea, que estaba en Viacha, se retiró con sus pocos seguidores a La Paz y después a Oruro, donde estableció su base el día 17. Gamarra le siguió hasta Caracollo, no muy lejos de su cuartel.
El 17 de mayo el general Blanco Soto se sublevó con los 800 soldados del regimiento Cazadores a Caballo y otras unidades en Chinchas, cerca de Potosí. Ocho días después, cuando Gamarra salía de Sica Sica a Panduro se enteró de la rebelión y decidió contactar con Blanco Soto. El día 22, el capitán de dragones Montenegro cargó contra una partida de 32 bolivianos y capturó a 29, incluyendo al teniente Mota, quien levemente herido fue llevado ante Gamarra, que lo liberó a él y sus soldados. Mota se marchó pero sus hombres se sumaron al ejército peruano.. El día 26 el coronel Ramón González, el comandante de Cazadores Manuel Valdez (jefes de los batallones 1° y 2° de Bolivia respectivamente) y capitán de artillería Narciso Núñez intentan un motín en Paria pero son sorprendidos antes de efectuarlo, huyen y dos días después llegan al campamento peruano en Caracollo.
Tras celebrar una junta de guerra en Oruro, el presidente provisorio Pérez de Urdininea decidió enviar al general López de Quiroga contra Blanco Soto, considerado un error militar al dividir sus fuerzas y no enfrentar al ejército peruano, permitiéndole entrar y ser honrado como libertador a Oruro, Potosí y Chuquisaca. Gamarra envió sus mensajeros a Atita, cerca de Paria, ahí sus negociadores (coronel Miguel Benavides, teniente coronel Agustín Lira, doctor José Maruri de la Cuba y como secretario a su cuñado y sargento mayor Juan Bautista Zubiaga). Pérez de Urdininea envió a su propia comitiva (coronel Anselmo Rivas, teniente coronel José Ballivian, auditor Mariano Calvimonte y de secretario al capitán Manuel Sagarnaga). Se menciona que las negociaciones fracasaron porque Zubiaga trató despreciativamente a los bolivianos.
Cerca de Oruro, en Caihuasi (también llamado Collahuasi o Caihuasi), durante la fría noche del 31 de mayo, mientras las rabonas atendían a los soldados a las órdenes de Francisca Zubiaga y Bernales, esposa de Gamarra, la caballería de Braun intento robar los caballos del ejército peruano pero los cazadores del Pichincha supieron dispersar al centenar de bolivianos que llegaron al Cuzco. Los peruanos tuvieron 9 muertos. Gamarra siguió hasta Oruro, donde entró el 2 de junio.
Mientras la división del general Blas Cerdeña salía de Quillacollo y ocupaba Cochabamba el 10 de junio, el general Blanco Soto evita a López de Quiroga marchando de Potosí al sur hasta casi llegar a Tupiza, luego al oeste y finalmente contramarcha con rumbo al norte para unirse al general peruano Cerdeña, ocupando juntos Chuquisaca el 12 de junio, dos días después que la abandonara Pérez de Urdininea. Al llegar enviaron un piquete a Nucho (o Ñuccho), donde estaba convaleciente Sucre, arrestándolo el 4 de julio. Poco después lo liberó y dejó ir a Mojotoro. Quedó a cargo del ayudante de Gamarra, coronel Bernardo Escudero, y lo visitó el joven capitán José Rufino Echenique. Poco antes, Braun intento nuevamente resistir, esta vez en Oruro logró forzar al batallón Zepita a retirarse sin sufrir bajas con el grueso del ejército peruano. Al venir la principal fuerza enemiga se retiró vencido. Así toda Bolivia, excepto Santa Cruz y Tarija, quedó en manos de Gamarra.

### Tratado de Piquiza

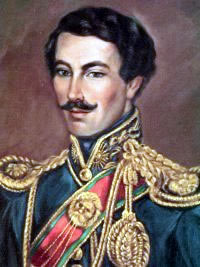
José María Pérez de Urdininea, Presidente Provisional de Bolivia

Sabiendo la futilidad de resistir, Sucre le pidió a Pérez de Urdininea negociar con Gamarra. Finalmente sus representantes firmaron un tratado en Piquiza el 6 de julio. Los colombianos saldrían por Arica en transportes peruanos pagados por Bolivia. También se estipuló la convocación a un nuevo Congreso Constituyente el 1 de agosto, caducando los poderes de los entonces diputados. Antes de instalarse el nuevo Congreso y para evitar enfrentamientos, Gamarra envió a Cerdeña a La Paz con los batallones Pichincha, Callao y Zepita y los escuadrones Húsares de Junín y Dragones de Arequipa. El general logró imponer orden entre los que partidarios del prefecto José Ramón de Loayza Pacheco, puesto en el cargo al llegar los peruanos, y los del doctor Baltazar Alquiza, anterior prefecto.
Pérez de Urdininea dirigió una proclama a los bolivianos y otra a los soldados, felicitándolos por la independencia y defendía que el Tratado de Piquiza se había firmado para evitar una guerra civil. El 2 de agosto Sucre dio su último discurso ante el Congreso en Chuquisaca pero nadie se presentó; lo mismo pasó al día siguiente y así comprendió que todo el mundo esperaba que se fuera para iniciar sesiones. Encargó al diputado Mariano Calvimonte leer su discurso, que incluía su renuncia, ideas sobre cómo organizar el gobierno y una nómina de tres personas para el cargo de vicepresidente. En la tarde salió con una numerosa comitiva de la urbe, llegando el día 25 a Cobija. El 4 de septiembre se embarcó en la fragata inglesa Porcupine para el Callao con los tenientes coroneles Estanislao Andrade y Juan Antonio Azaldeburo, el capitán José Valero y el capitán cirujano Santiago Zavala.
Gamarra, ascendido a Gran Mariscal por el tratado, remitió 10.000 pesos a Braun para que salieran las tropas y encargó al general Martínez de Aparicio vigilar su marcha. El 27 y 28 de julio partieron de La Paz para Arica, por la ruta de Tacora, los escuadrones Dragones y Húsares de la Gran Colombia. El sargento mayor Juan Bautista Zubiaga fue mandado de Oruro con anticipación para buscar y preparar transportes que los condujeran a su patria. Mientras la Asamblea boliviana elegía un nuevo gobierno, los peruanos guarnecerían Potosí y se retirarían de Cochabamba, Oruro y La Paz, mientras los bolivianos acantonados en Chuquisaca, Cochabamba, Santa Cruz y Tarija quedarían a cargo de imponer orden en la mayor parte del país.
Una consecuencia importante de Piquiza fue que marco el final definitivo de todo proyecto de unir Colombia, Perú y Bolivia.

### Retirada de Gamarra
El 3 de septiembre de 1828 se despidió Gamarra del Ministro de Relaciones Exteriores, y el 8 del mismo mes declaró que Bolivia era libre para constituirse y que la Asamblea nacional quedaba encargada de regir sus destinos. En seguida dictó las disposiciones necesarias para que el ejército peruano siguiendo la ruta designada en el tratado, cruzara el Desaguadero. La reacción fueron fiestas y banquetes en Chuquisaca, mientras el general peruano paseaba por las calles recibía vivas y desde los balcones se le arrojaban flores. El 17 de octubre Gamarra llegó a Arequipa. El prefecto La Fuente animó al pueblo a recibirlo con aplausos y vítores.
En su proclama de despedida al pueblo boliviano Gamarra expresó:

...que las tropas que habían ido a restituirles sus derechos se marchaban sin haber faltado a su palabra y a sus promesas... Bolívar (la república) tiene ya existencia propia, su suerte queda en manos de sus hijos. Una asamblea nacional está convocada para reformar la Carta ignominiosa que extranjeros ambiciosos os entregaron con la punta de sus bayonetas, solo para colonizaros. Su augusta inauguración sea el principio de vuestra gloria y prosperidad... sea feliz la patria, sea la asamblea nacional la columna de vuestra dicha, reuníos en torno de ella, respetad sus leyes, la concordia y la fraternidad sea vuestra divisa. Si no, siento decirlo, vais a sumiros en sangre y anarquía.

## Proclamación de la República

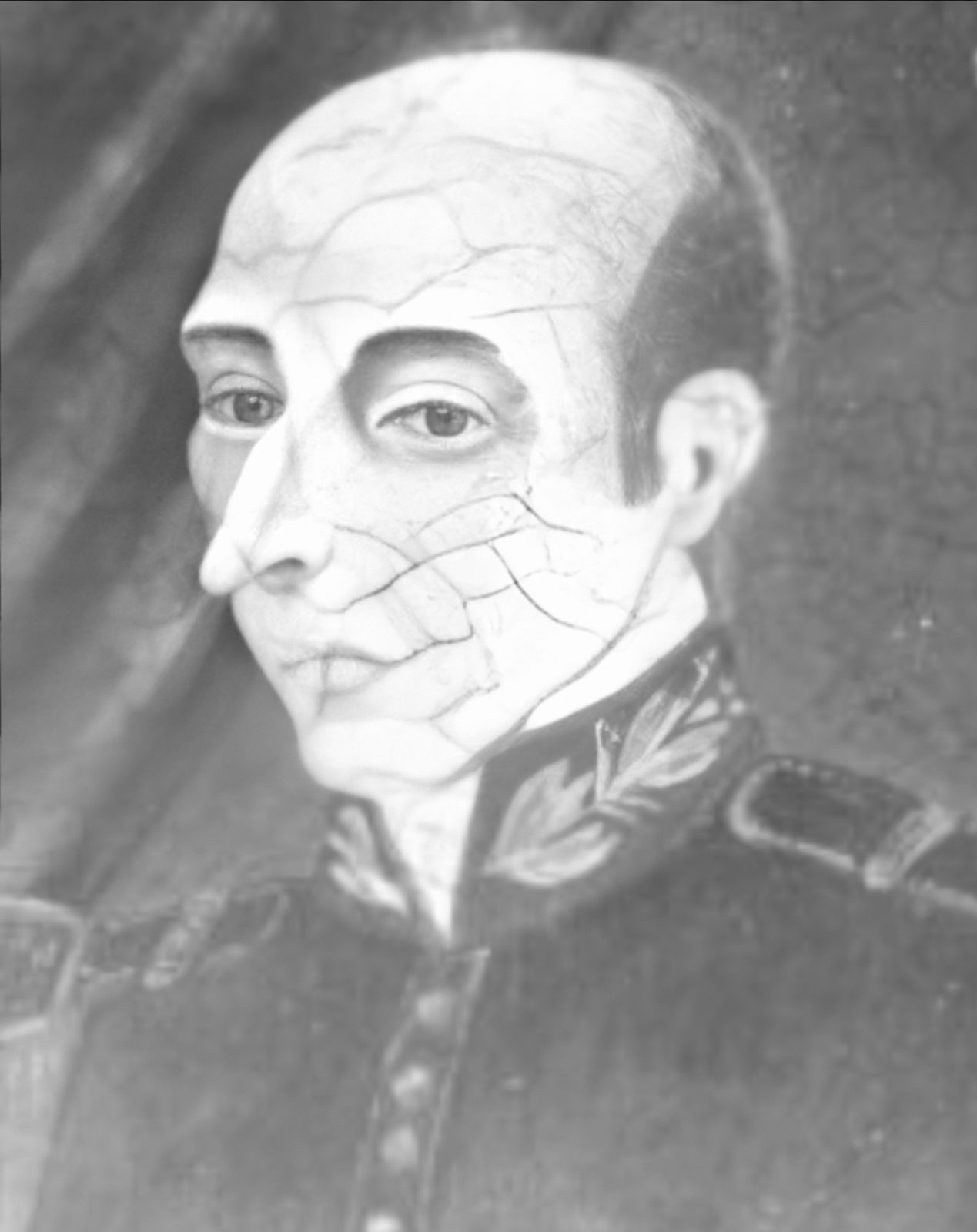
José Ramón de Loayza Pacheco

Tras la intervención peruana y la consecuente expulsión y renuncia a la presidencia de Sucre. El 12 de agosto de 1828 el Congreso boliviano nombró a  Andrés de Santa Cruz presidente y a José Miguel de Velasco vicepresidente. Santa Cruz, que se hallaba en Chile, pidió permiso al Congreso peruano para asumir dicha investidura, lo que le fue concedido, sin embargo no pudo hacerse presidente a la ceremonia de juramentación como presidente; quedándose Velasco como presidente interino hasta la convocatoria de una Asamblea Convencional para elegir nuevos mandatarios. Este gobierno no gustaba a Agustín Gamarra pero se negó a intervenir directamente sublevándose como le animaba Pedro Blanco Soto, es así que intrigó para provocar la revuelta de José Ramón de Loayza Pacheco en septiembre de 1829, que proclamó la independencia del departamento de La Paz en nombre de la «República del Alto Perú», reclamando el resto del territorio de la República de Bolivia como parte de la República del Alto Perú. Esto obligó a convocar una nueva asamblea que se reunió en el departamento de Chuquisaca la Convención de diciembre de 1828, compuesta en su mayor parte de partidarios del caudillo Agustín Gamarra que nombró a Pedro Blanco Soto presidente y al ahora general Loayza vicepresidente el 26 de diciembre.
Sin embargo las medidas adoptadas por su nuevo gobierno no fueron del agrado de la cúpula militar boliviana en especial la encabezada por José Ballivián, quien era un extremista nacionalista boliviano, 5 días después depuso a Blanco, es así que el 31 de diciembre de 1828 el gobierno de Blanco Soto fue derrocado cuando el presidente se preparaba para ir a una misa vestido de gala. José Ballivián apresó en la entrada del Palacio Nacional al vicepresidente Loayza. Blanco Soto intentó ocultarse en una letrina pero también fue capturado y con el brazo en cabestrillo fue trasladado prisionero al convento de la Recoleta, donde sería asesinado por la guardia que lo custodiaba el 1 de enero de 1829.